# ترپایل
ترپایل (به فرانسوی: Trépail) یک کامین در فرانسه است که در Canton of Verzy واقع شده‌است.

## خصوصیات
ترپایل ۸٫۳۷ کیلومترمربع مساحت و ۴۴۵ نفر جمعیت دارد.